# Jelena Morosova
Jelena Igorevna Morosova (russisk: Елена Игоревна Морозова tr. Jelena Igorevna Morosova ; født 15. marts 1987 i Ivanovo) er en russisk fodbold midtbanespiller, der i øjeblikket spiller for Rjasan VDV i det russiske mesterskab.